# Козаченко Микола Євдокимович
Козаче́нко Мико́ла Євдоки́мович (21 червня 1885, село Клинове, Бахмутський повіт, Катеринославська губернія — †22 листопада 1921, містечко Базар, Базарська волость, Овруцький повіт, Волинська губернія) — слюсар господарчої частини при штабі 4-ї Київської дивізії Армії УНР, Герой Другого Зимового походу.

## Біографія
Народився 21 червня 1885 року у селі Клинове Бахмутського повіту Катеринославської губернії в українській селянській родині.
Закінчив 2 класи училища.
Отримав робітничу професію слюсаря.
Працював на лісопильному заводі у місті Шепетівка.
Не входив до жодної партії.
В листопаді 1920 року разом з українсько-польським військом відійшов до Польщі.
Був інтернований у табір міста Александров Куявський.
Під час Другого Зимового походу — слюсар господарчої частини при штабі 4-ї Київської дивізії.
Потрапив у полон 17 листопада 1921.
Розстріляний більшовиками 22 листопада 1921 року у місті Базар.
Реабілітований 25 березня 1998 року.

## Вшанування пам'яті
- Його ім'я вибите серед інших на Меморіалі Героїв Базару.